# Ardisia nana
Ardisia nana är en viveväxtart som beskrevs av Pipoly och Ricketson. Ardisia nana ingår i släktet Ardisia och familjen viveväxter. Inga underarter finns listade i Catalogue of Life.